# Faro (fiume)
Il Faro è un fiume dell'Africa centrale, affluente del Benue.

## Corso
Le sorgenti del Faro si trovano non lontano dalla città di Tignère nella parte meridionale dell'altopiano dell'Adamaua. Nel suo corso superiore è ricco di rapide. Scorre intorno al parco nazionale del Faro provenendo da est, formandone il confine nord-orientale. All'estremità settentrionale del parco si congiunge con il Mao Déo, proveniente da ovest, e prosegue la sua corsa verso nord. Nel suo corso inferiore forma il confine con la Nigeria, fino a quando non si getta nel Benue.

## Idrometria
La portata del Faro è stata monitorata a Safaie, a circa 100 km dalla confluenza con il Benue.